# Gornje Ravne
Gornje Ravne so naselje v Občini Litija.